# Вулиця Чукаріна (Львів)
Ву́лиця Чу́каріна — вулиця у Сихівському районі міста Львова, в місцевості Сихів. Сполучає проспект Червоної Калини та вулицю Хоткевича.

## Історія та забудова
Вулиця прокладена на початку 1980-х років. Сучасну назву отримала у 1984 році на честь українського радянського гімнаста, чемпіона світу та Олімпійських ігор Віктора Чукаріна, що мешкав у Львові.
Серед забудови вулиці переважають дев'яти- та чотирнадцятиповерхові будинки 1980-х років.

### Будинки
№ 3 — будівля НВК «Школа-ліцей "Оріяна"» споруджена у 1991—1993 роках. Початково тут містилася загальноосвітня середня школа № 25 м. Львова, в якій навчалося 1600 учнів у 54 класах. У 2001 році навчальний заклад реорганізований у школу-ліцей «Оріяна», а 2007 року шляхом реорганізації школи-ліцею «Оріяна» створений навчально-виховний комплекс «Школа-ліцей «Оріяна» м. Львова.
В районі будинків на вул. Гната Хоткевича, 40, 42, 54 та ліцеїв «Оріяна» і «Сихівський» планують зробити сквер. Його площа складе близько 0,5 гектара. Назвуть на честь Героя України Олега Бабія.

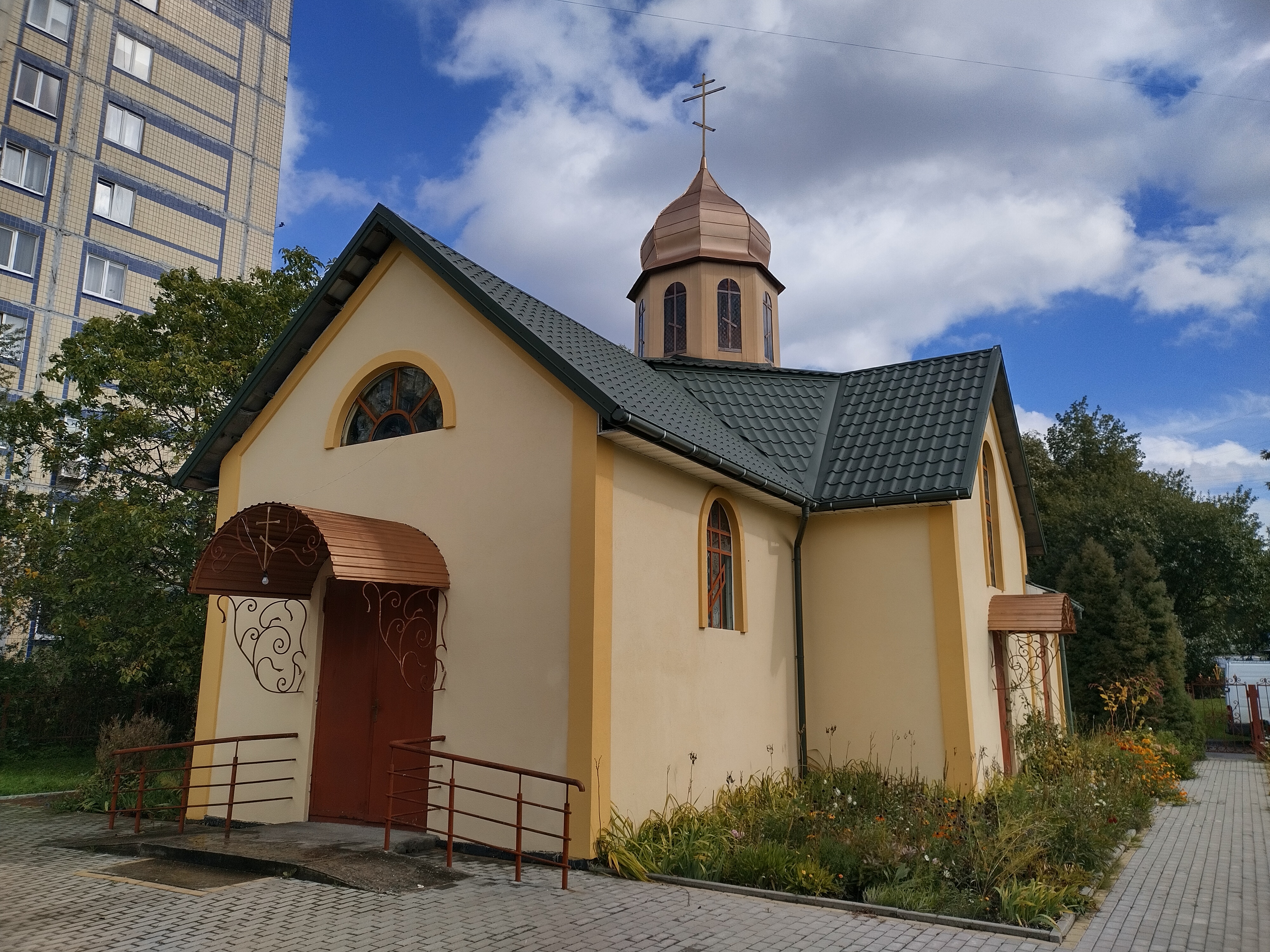
Церква Святого Пророка Божого Іллі

№ 5 — церква Введення до храму Пресвятої Богородиці, споруджений 2005 року та належить УГКЦ, парох — о. Любомир Ортинський.
№ 6 — за цією адресою до середини 2010-х років містився адміністративний офіс торгово-промислового ринку «Шувар».
№ 9 — у цій будівлі містяться Львівський дошкільний навчальний заклад ясла-садок № 78 «Бджілка» та позашкільний навчальний заклад «Дитячий центр туризму спорту та екскурсій МЖК-1».
№ 16 — будівля львівського дошкільного навчального закладу ясла-садку № 179 «Зернятко», що відкрився у листопаді 1988 році та був розрахований на 320 дітей. Нині у дошкільній установі виховується 430 дітей.
№ 30а — храм Святого пророка Іллі, споруджений 2000-х роках та належить ПЦУ, настоятель — о. Іван Коваль.